# Jean Boucher (député canadien)
Pour les articles homonymes, voir Jean Boucher et Boucher.
Jean Boucher (né le 20 février 1926 mort le 18 décembre 2011 à l'âge de 85 ans) fut un notaire et homme politique fédéral du Québec.

## Biographie
Né à La Prairie dans la région de la Montérégie, M. Boucher devient député du Parti libéral du Canada dans la circonscription fédérale de Châteauguay—Huntingdon—Laprairie en 1953. Réélu en 1957, il est défait par le progressiste-conservateur Merrill Edwin Barrington en 1958. Il reprend la circonscription en 1962, mais ne se représente pas lors des élections de 1963.